# Vierfleck-Ahlenläufer

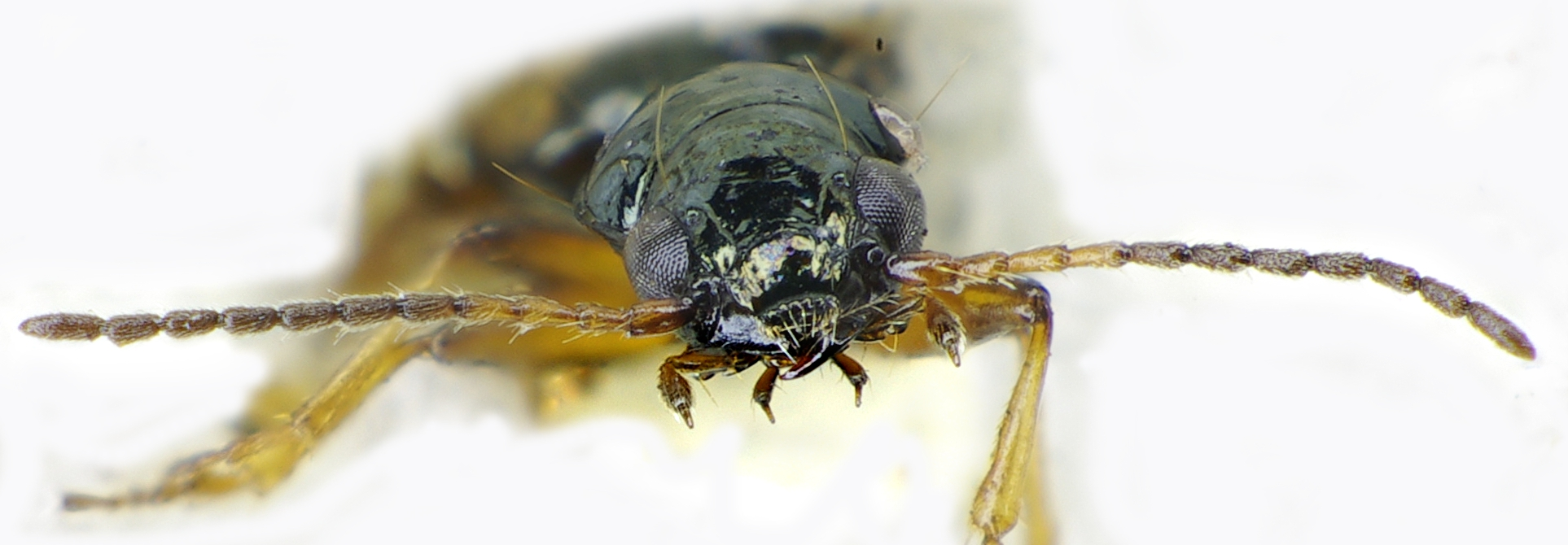
Abb. 1: Frontalansicht

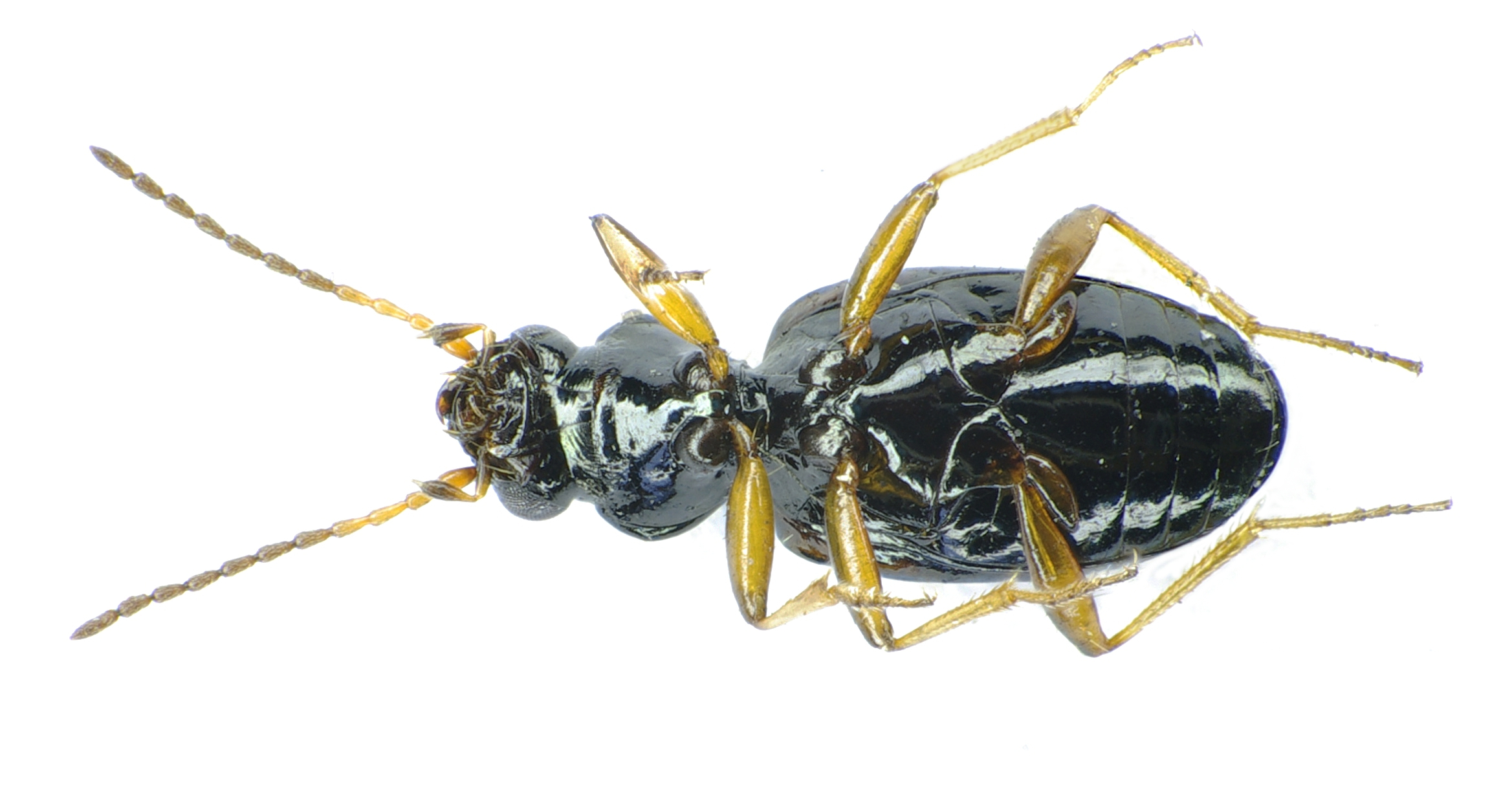
Abb. 2: Unterseite

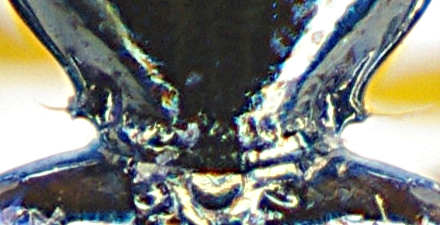
Abb. 3: Halsschildbasis

Der Vierfleck-Ahlenläufer (Bembidion quadrimaculatum) ist ein Laufkäfer aus der Unterfamilie Trechinae.
Der Gattungsname Bembidion ist von altgriechisch βέμβιξ bémbix (Name eines schwirrenden Insekts) und ἰδέα idéa „Aussehen“ abgeleitet. Der Artname quadrimaculatum (lateinisch) bedeutet „vierfleckig“ und nimmt auf die vier Flecke auf den Flügeldecken Bezug. Es gibt jedoch mehrere ähnliche Arten, die ebenfalls vier Punkte auf den Flügeldecken tragen, andererseits  müssen die vier Punkte beim Vierfleck-Ahlenläufer nicht immer alle ausgebildet sein. 

## Merkmale des Käfers
Der Käfer wird nur 2,8 bis 3,5 Millimeter groß. Die ersten vier Glieder der fadenförmigen elfgliedrigen Fühler sind gelb, ebenso die Beine und Kiefertaster. Kopf und Halsschild sind schwarz mit Metallglanz, die Flügeldecken meist dunkelbraun. 
Die Mundwerkzeuge zeigen nach vorn, die Endglieder der Kiefertaster sitzen stiftförmig in dem keulenförmig verdickten vorletzten Glied. (Abb. 1). Dieses Merkmal zeichnet alle Arten des Tribus Bembidiini aus, weshalb sie früher als Unterfamilie Bembiidae geführt wurden. Die Stirn ist neben den Augenrändern längs gefurcht, sonst glatt. Die Längsfurchen umfassen über jedem Auge zwei Porenpunkte, in denen die beiden Überaugenborsten (Supraorbitalsetae) entspringen. 
Der herzförmige Halsschild ist gegen die Basis stark gerade bis leicht konkav verengt, die Hinterecken sind zahnartig nach außen ausgezogen und tragen dort je eine Borste, die Basis selbst ist wulstig aufgeworfen (Abb. 3). Am Kopf hat der Halsschild Kopfbreite. 
Die dunklen, kahlen  Flügeldecken tragen vier gelbliche Flecke, je einen größeren hinter der Schulter und je einen kleineren runden in der hinteren Hälfte der Flügeldecke. Die Punktstreifen der Flügeldecken werden nach hinten schwächer und verschwinden. Der Abstand der einzelnen Punkte zueinander ist größer als der Punktdurchmesser. Hinten enden die Flügel gemeinsam verrundet.

## Biologie
Der Käfer kommt auf Feinsand und Lehmboden vor und ist im Unterschied zur Mehrheit der Ahlenläufer nicht feuchtigkeitsliebend, sondern bevorzugt trockene bis wenig feuchte Böden. Es ist ein häufiger Käfer in Heiden und Kiesgruben, auf Dünen und an Waldrändern. Die Überwinterung erfolgt als Käfer oder als Larve, der Käfer bringt zwei Generationen pro Jahr hervor. Der Käfer lebt räuberisch von kleinen Arthropoden.

## Verbreitung
Die Art ist als Unterart B. quadrimaculatum quadrimaculatum in ganz Europa verbreitet. Nach Osten dehnt sich das Verbreitungsareal über Asien bis nach Nordamerika aus, wo die Art als Unterart B. quadrimaculatum oppositum auftritt. Nach Norden erreicht er den Polarkreis.